# Imma oxypselia
Imma oxypselia är en fjärilsart som beskrevs av Edward Meyrick 1929. Imma oxypselia ingår i släktet Imma och familjen Immidae. Inga underarter finns listade i Catalogue of Life.